# Rostroconchia
Rostroconchia са клас изчезнали мекотели, живели от ранния камбрий до късния перм.
Първоначално класифицирани като миди, по-късно Rostroconchia са обособени в самостоятелен клас. За разлика от мидите, те имат единична черупка с отвор. Предполага се, че прекарват живота си на едно място, прикрепени към морското дъно. Описани са няколко десетки рода, като се смята, че общият брой на видовете е бил около хиляда. Повечето от тях са дребни, с дължина до 2 cm, но са известни и разновидности, достигащи 15 cm.